# Palacio Otalora-Guevara
El Palacio Otálora Guevara es un ejemplo sobresaliente de la arquitectura señorial rural del siglo XVII, ubicado en el pequeño pueblo de Zurbano, dentro del municipio de Arrazua-Ubarrundia en Álava, España. Su historia comienza en 1640, cuando Juan Otálora y Guevara, una figura notable que sirvió como secretario del rey Felipe IV de España, encargó su construcción. Juan era hijo de Tomás de Otálora, nativo de Zurbano, y de María de Guevara, proveniente de la familia Guevara vinculada al Palacio Landázuri-Guevara en Junguitu. Este palacio refleja el estilo barroco temprano típico de los palacios rurales castellanos, caracterizado por una estética sobria y sin adornos, influenciada por la tradición postherreriana.
El edificio en sí es una estructura independiente con una planta cuadrada, que cuenta con una planta baja, un primer piso y un ático, flanqueado por dos torres ligeramente prominentes que le otorgan una silueta distintiva. Construido con materiales locales—mampostería para los muros, arenisca para los portales y cornisas—exhibe una artesanía excepcional, particularmente en su carpintería de roble macizo y sus balcones de hierro forjado, estos últimos con la fecha de construcción grabada. La fachada principal, orientada al este, es la más simétrica y elaborada, adornada con el escudo de armas de la familia Otálora-Guevara, mientras que la parte trasera occidental incluye un edificio auxiliar adosado. En el interior, los suelos están hechos de piedra y arcilla cocida, añadiendo un encanto rústico pero refinado.
Durante siglos, el palacio permaneció en manos de la estirpe Otálora-Guevara, transmitido de generación en generación hasta mediados del siglo XX. En 1950, los condes de Villaoquina, entonces propietarios, lo vendieron a la Caja de Ahorros Municipal de Vitoria. Para entonces, el edificio había caído en mal estado, lo que llevó a una restauración importante entre 1964 y 1975. El objetivo era transformarlo en un museo etnográfico que mostrara la herencia agrícola de la región, aunque esta visión cambió con el tiempo. En 1994, el Gobierno Vasco reconoció su importancia cultural, designándolo como Bien Cultural en la categoría de Monumento.
A pesar de su estado restaurado, el palacio volvió a enfrentar el abandono a principios de los 2000 tras ser adquirido por una empresa constructora local como inversión. Para 2012, estaba al borde de la ruina hasta que una joven pareja intervino, comprándolo en el invierno de ese año. Con una dedicación notable, pasaron dos años restaurándolo personalmente, devolviéndole vida a sus muros. Hoy, conocido como “Mi Castillo de Arena”, el Palacio Otálora Guevara se ha reinventado como un lugar para eventos como bodas, combinando su gravitas histórica con una utilidad moderna. Su trayecto—desde una residencia noble hasta casi el abandono, y ahora un sitio patrimonial celebrado—refleja la resiliencia de la comunidad y de los individuos que se negaron a dejarlo desaparecer en el olvido.

## Historia

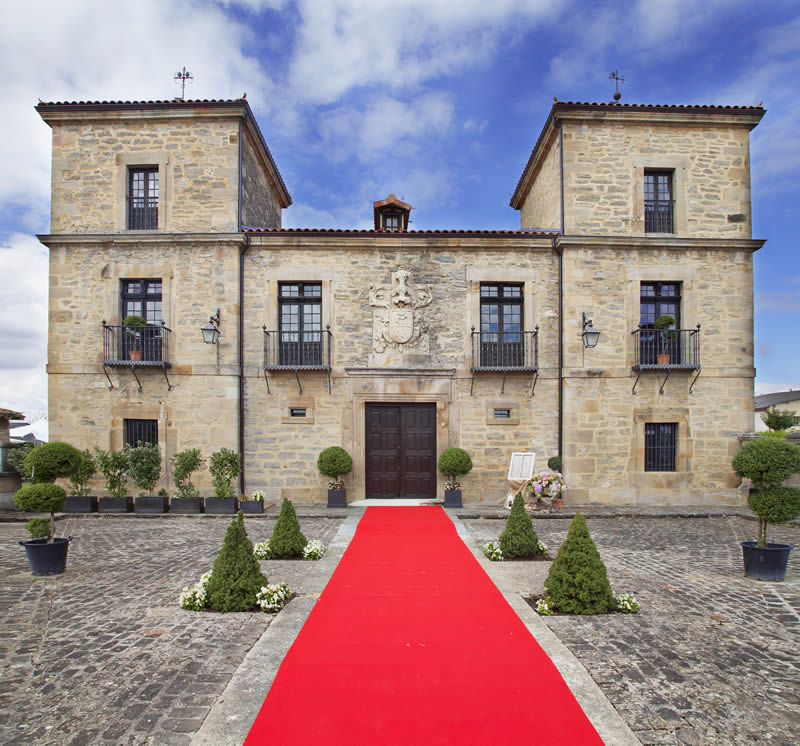
Vista del palacio

La construcción del Palacio Otálora-Guevara fue encargada en 1640 por Juan Otalora y Guevara, hijo de Tomás de Otálora y María de Guevara y secretario del rey de España, Felipe IV.
La propiedad se mantuvo dentro de la misma familia hasta que en 1950 el conde de Villaoquina vendió el edificio a la Caja de Ahorros Municipal de Vitoria y quedó pendiente su restauración hasta 1964. La propiedad pasó por una amplia restauración entre los años 1964 y 1975, para destinarlo a Museo de Etnográfico. Las obras se quedaron sin finalizar y el museo nunca se materializó. Fue entonces cuando se dejó abandonado durante los próximos 40 años aproximadamente.
En 1994 el Palacio Otálora Guevara fue catalogado por el Gobierno Vasco como Bien Cultural con la categoría de Monumento según la orden del Concejo de Cultura.
A principios del 2000 la propiedad fue adquirida por una empresa de construcción local como bien de inversión hasta encontrar un uso adecuado. Pero el palacio fue una vez más abandonado y esta vez casi fue declarado en ruina. Con su integridad estructural en riesgo, este edificio icónico, necesitaba desesperadamente una nueva oportunidad para volver a ser disfrutado por todos o perdido para siempre.
Adquirido en el invierno de 2012 por una joven pareja, los nuevos propietarios de esta magnífica propiedad, llevaron a cabo una restauración muy dura y exigente durante dos años para finalmente ver cumplido su verdadero potencial. La mayor parte de la obra fue realizada por los propios dueños con pasión y determinación, convirtiéndose en una experiencia que nunca olvidarán. 
En el 2015 el palacio esta por fin totalmente restaurado, tiene un nuevo nombre “Mi Castillo de Arena” y un nuevo uso por primera vez en 60 años. UnaVezEnLaVida S.L es la empresa responsable de la gestión en exclusividad de Mi Castillo de Arena para la organización de eventos, bodas, exposiciones de arte, conciertos, eventos culturales, MICE etc.

## Descripción del inmueble
La propiedad se encuentra en el centro del pueblo de Zurbano, con aproximadamente 200 habitantes, en el distrito de Arrazua -Ubarrundia ( Alava , España ) y a 2 kilómetros de Vitoria. Es un ejemplo de la arquitectura barroca señorial de carácter rural del siglo XVII.
El palacio es de planta cuadrada con planta baja, primera planta y segunda planta con dos torres que sobresalen ligeramente del cuerpo central. Los materiales de construcción son de mampostería, ventanas arquitectónicas, elementos de arenisca en la entrada y la cornisas. Excelente carpintería que consiste en madera maciza de roble y también podemos apreciar magníficos balcones de hierro, gracias a los cuales se sabe la fecha de construcción. Los suelos en todo el edificio son de piedra y barro cocido.
Mirando hacia el Este tenemos la fachada principal, que es la más interesante y simétrica. Aquí también vemos el escudo de armas de la familia Otalora - Guevara y las dos torres.
La fachada posterior, hacia el oeste, tiene un edificio auxiliar adjunto, un portal adintelado y ventanas de diferentes tamaños. La fachada lateral norte es la más cerrada, mientras que la fachada lateral del Sur es mucho más ordenada.